# Fanny Ahlfors
Fanny Josefine Ahlfors, född 18 november 1985, är en svensk idrottare som utövat boxning, kickboxning, löpning och Hyrox.

## Idrottskarriär

### Boxning
Ahlfors representerade BK Örnen i Stockholm under sin aktiva tid som boxare, där hon under 2011 vann guldmedalj vid Golden Girl respektive Uppsala Box Open, samt en silvermedalj vid Svenska mästerskapen samma år.

### Kickboxning
År 2010 vann Ahlfors guld i sin viktklass (-52 kg, seniorer) i Full Contact vid världscupen Austrian Classics i Innsbruck i Österrike.

### Hyrox
Ahlfors började tävla i Hyrox under 2025. Hon har representerat Sverige vid världsmästerskapen i Chicago samt vid under europamästerskapen i Wien och kom som bäst på en andraplats vid Pro Doubles Women 30–39 samma år.

### Traillöpning
Ahlfors är aktiv inom traillöpning och deltog i Madeira Ultra Trail 2023, där hon vann damklassen på 30 km.

## Övrigt
Ahlfors är verksam inom träning där hon bland annat arbetar som föreläsare. och har gett ut boken Släpp kontrollen - min väg till kroppslig frihet.